# Gros Cap
Le Gros Cap est un cap de Guadeloupe.

## Géographie
Il se situe au nord de la plage de Tillet qu'il sépare de la plage naturiste de Sainte-Rose, face à la pointe du Morne Rouge.

## Galerie

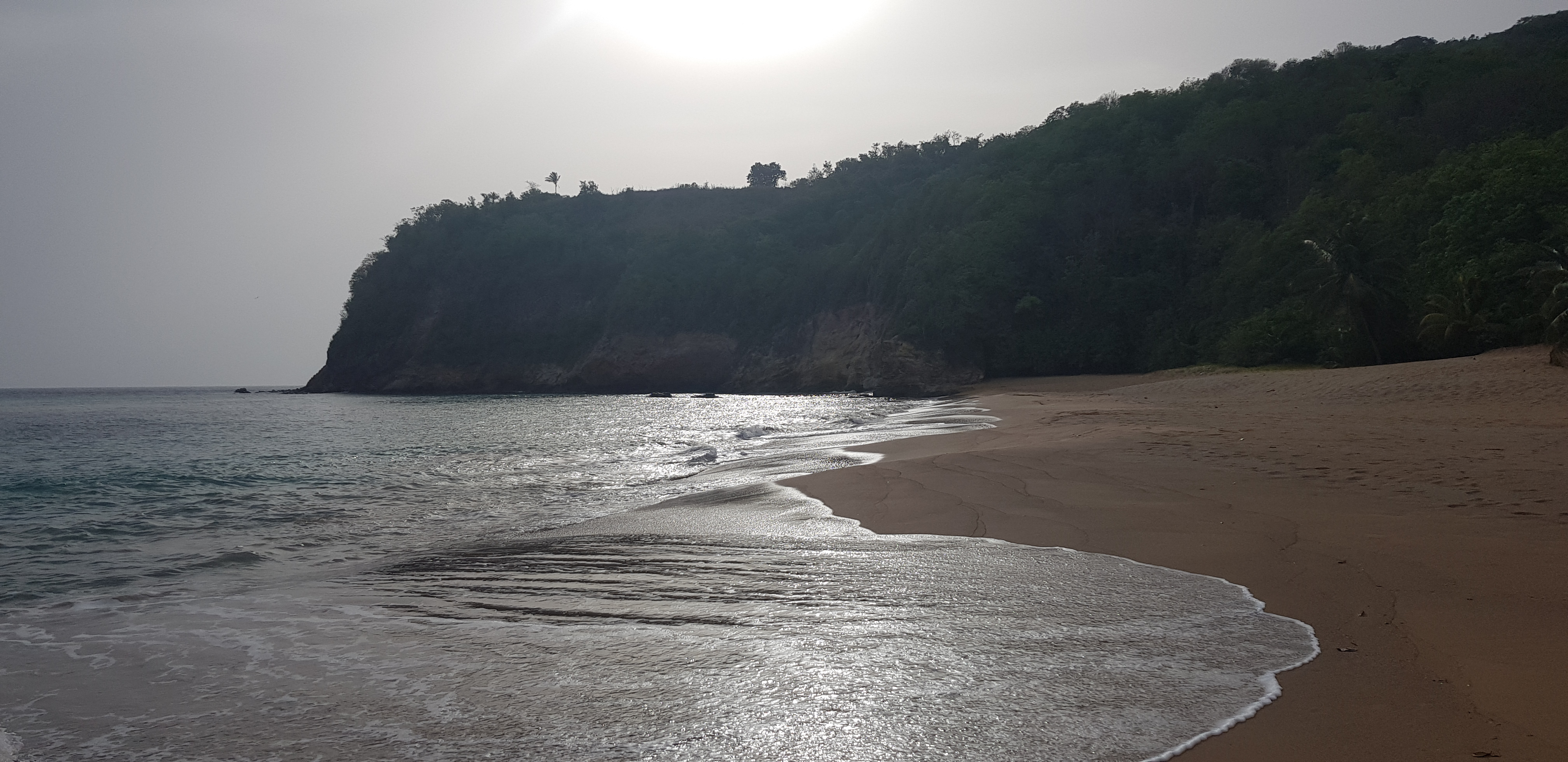
Gros Cap vue de la plage de Tillet
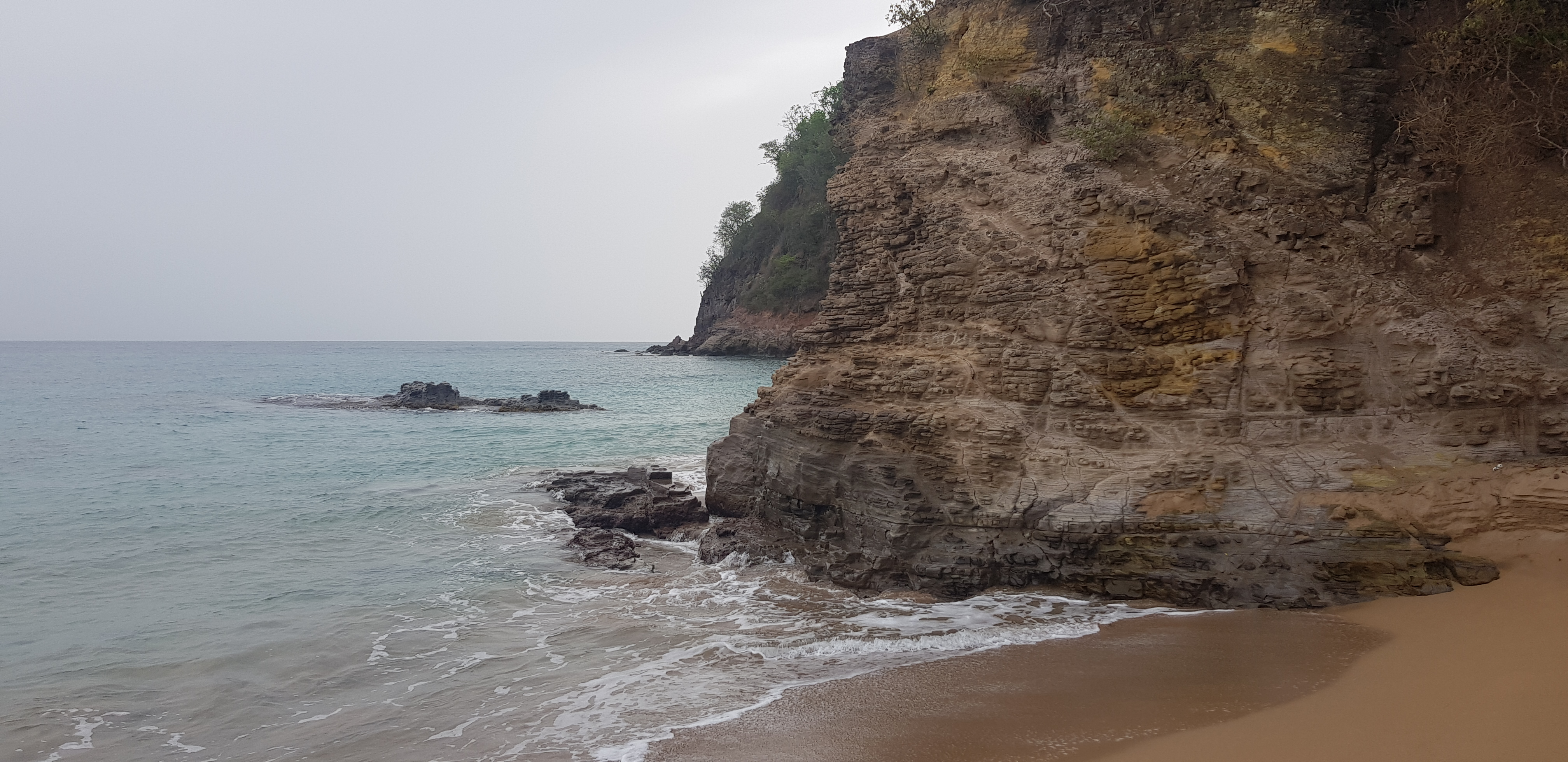
Roches de Gros Cap